# Ksifías
Ksifías (Ksifias) är en ort i Grekland.   Den ligger i prefekturen Lakonien och regionen Peloponnesos, i den södra delen av landet, 160 km söder om huvudstaden Aten. Ksifías ligger 1 meter över havet och antalet invånare är 136.
Terrängen runt Ksifías är kuperad. Havet är nära Ksifías österut. Runt Ksifías är det ganska glesbefolkat, med 29 invånare per kvadratkilometer. Närmaste större samhälle är Monemvasía, 5,7 km norr om Ksifías. 